# Bayard Islands
Die Bayard Islands sind eine kleine Inselgruppe vor der Danco-Küste des Grahamlands auf der Antarktischen Halbinsel. Sie liegen 1,5 km nordöstlich des Kap Willems in der Gerlache-Straße.
Teilnehmer der Belgica-Expedition (1897–1899) unter der Leitung des belgischen Polarforschers Adrien de Gerlache de Gomery kartierten sie. Das UK Antarctic Place-Names Committee benannte sie nach dem französischen Fotopionier Hippolyte Bayard (1801–1887), Erfinder des ersten Direktpositiv-Verfahrens.